# 全国少年少女レスリング選手権大会
全国少年少女レスリング選手権大会（ぜんこくしょうねんしょうじょ―せんしゅけんたいかい）は、全国少年少女レスリング連盟が主催する小学生を対象としたレスリングの全国大会である。毎年7月下旬（年によっては若干変更あり）に開催される。
出場選手が千人を超える国内最大規模のレスリング競技大会である。
試合は「全国少年少女レスリング連盟」統一ルールのもと学年ごとに分かれ、体重別に階級を定めて行われる

## 歴史
1957年に青山レスリング会館で全日本社会人レスリング選手権大会と並行して「第1回学童レスリング選手権大会」が開催された。しかし、当時少年レスリングはさほど普及しておらず、学童選手権は1回で終了した。
その後各地で少年レスリングクラブが次々と開設され、1972年に全日本社会人選手権大会の少年の部として再開。当時は中学生部門も設けられていた。
1984年、全国少年レスリング選手権大会として独立。
2004年より現大会名となった。
2008年開催の第25回大会までは幼年の部が設けられていたが、第26回大会より廃止され小学生のみ出場の大会となった

### 開催地
| 回数 | 開催地           | 会場                       | 期間                                 | 参加クラブ数 | 参加人数 | 備考                                           |
| ---- | ---------------- | -------------------------- | ------------------------------------ | ------------ | -------- | ---------------------------------------------- |
| 1    | 茨城県高萩市     | 高萩市民体育館             | 昭和59年8月18日（土）～8月20日（日） | 32クラブ     | 382名    | ロサンゼルスオリンピック開催                   |
| 2    | 大阪府吹田市     | 吹田市立片山市民体育館     | 昭和60年7月27日（土）～7月28日（日） | 45クラブ     | 496名    |                                                |
| 3    | 青森県八戸市     | 八戸市体育館               | 昭和61年7月26日（土）～7月27日（日） | 40クラブ     | 457名    |                                                |
| 4    | 東京都世田谷区   | 駒沢体育館                 | 昭和62年7月25日（土）～7月26日（日） | 86クラブ     | 716名    |                                                |
| 5    | 新潟県新潟市     | 新潟市体育館               | 昭和63年7月30日（土）～7月31日（日） | 65クラブ     | 696名    | ソウルオリンピック開催                         |
| 6    | 群馬県前橋市     | 群馬県総合体育館センター   | 平成元年7月29日（土）～7月30日（日） | 75クラブ     | 867名    |                                                |
| 7    | 石川県七尾市     | 七尾総合市民体育館         | 平成2年7月28日（土）～7月29日（日）  | 74クラブ     | 837名    |                                                |
| 8    | 東京都渋谷区     | 東京体育館                 | 平成3年7月25日（土）～7月26日（日）  | 88クラブ     | 1013名   |                                                |
| 9    | 島根県松江市     | 松江市総合体育館           | 平成4年7月24日（土）～7月25日（日）  | 87クラブ     | 851名    | バルセロナオリンピック開催                     |
| 10   | 静岡県焼津市     | 焼津市総合体育館           | 平成5年7月23日（金）～7月25日（日）  | 91クラブ     | 989名    | 連盟創立10周年記念大会                         |
| 11   | 福島県郡山市     | 郡山市総合体育館           | 平成6年7月29日（金）～7月31日（日）  | 91クラブ     | 902名    |                                                |
| 12   | 東京都世田谷区   | 駒沢体育館                 | 平成7年7月31日（日）～8月1日（火）   | 108クラブ    | 1092名   |                                                |
| 13   | 富山県黒部市     | 黒部市総合体育センター     | 平成8年7月27日（金）～7月29日（日）  | 103クラブ    | 952名    | アトランタオリンピック開催                     |
| 14   | 三重県四日市市   | 四日市市中央緑地体育館     | 平成9年7月27日（日）～7月29日（火）  | 97クラブ     | 881名    |                                                |
| 15   | 福岡県北九州市   | 北九州市立総合体育館       | 平成10年7月24日（金）～7月26日（日） | 87クラブ     | 731名    |                                                |
| 16   | 秋田県秋田市     | 秋田市立体育館             | 平成11年7月30日（金）～8月1日（日）  | 89クラブ     | 753名    | 秋田県少年レスリング協会創立15周年記念大会     |
| 17   | 東京都世田谷区   | 駒沢体育館                 | 平成12年7月27日（木）～7月29日（土） | 123クラブ    | 1075名   | シドニーオリンピック開催                       |
| 18   | 石川県志賀町     | 志賀町総合体育館           | 平成13年7月27日（金）～7月29日（日） | 109クラブ    | 893名    |                                                |
| 19   | 大阪府大阪市     | 舞洲アリーナ               | 平成14年7月26日（金）～7月28日（日） | 124クラブ    | 1110名   |                                                |
| 20   | 東京都世田谷区   | 駒沢体育館                 | 平成15年7月26日（土）～7月28日（月） | 136クラブ    | 1195名   | 連盟創立20周年記念大会                         |
| 21   | 東京都世田谷区   | 駒沢体育館                 | 平成16年7月23日（金）～7月25日（日） | 142クラブ    | 1260名   | アテネオリンピック開催                         |
| 22   | 三重県伊勢市     | 三重県営サンアリーナ       | 平成17年7月22日（金）～7月24日（月） | 138クラブ    | 1197名   |                                                |
| 23   | 東京都世田谷区   | 駒沢体育館                 | 平成18年7月21日（金）～7月23日（日） | 165クラブ    | 1399名   |                                                |
| 24   | 東京都世田谷区   | 駒沢体育館                 | 平成19年7月10日（金）～7月12日（日） | 172クラブ    | 1474名   |                                                |
| 25   | 東京都渋谷区     | 国立代々木競技場第一体育館 | 平成20年7月25日（金）～7月27日（日） | 177クラブ    | 1563名   | 北京オリンピック開催、連盟創立25周年記念大会   |
| 26   | 東京都渋谷区     | 国立代々木競技場第一体育館 | 平成21年7月24日（金）～7月26日（日） | 175クラブ    | 1307名   | 幼年の部廃止                                   |
| 27   | 広島県広島市     | 広島県立総合体育館         | 平成22年7月23日（金）～7月25日（日） | 159クラブ    | 1200名   |                                                |
| 28   | 新潟県新潟市     | 新潟市東スポーツセンター   | 平成23年7月29日（金）～7月31日（日） | 176クラブ    | 1178名   |                                                |
| 29   | 東京都渋谷区     | 国立代々木競技場第一体育館 | 平成24年7月22日（日）～7月24日（火） | 192クラブ    | 1486名   | ロンドンオリンピック開催                       |
| 30   | 北海道札幌市     | 北海道立総合体育センター   | 平成25年7月26日（金）～7月28日（日） | 160クラブ    | 1013名   | 北海道協会創立30周年及び連盟創立30周年記念大会 |
| 31   | 東京都渋谷区     | 国立代々木競技場第一体育館 | 平成26年7月25日（金）～7月27日（日） | 204クラブ    | 1559名   | ※幼年の部廃止後、出場人数最多                  |
| 32   | 東京都渋谷区     | 国立代々木競技場第一体育館 | 平成27年7月24日（金）～7月26日（日） | 202クラブ    | 1574名   |                                                |
| 33   | 東京都渋谷区     | 国立代々木競技場第一体育館 | 平成28年7月22日（金）～7月24日（日） | 204クラブ    | 1574名   | リオデジャネイロオリンピック開催               |
| 34   | 福岡県北九州市   | 北九州市立総合体育館       | 平成29年7月21日（金）～7月23日（日） | 196クラブ    | 1043名   | 小学1年,2年の部廃止                            |
| 35   | 大阪府大阪市     | 舞洲アリーナ               | 平成30年7月27日（金）～7月29日（日） | 218クラブ    | 1339名   | ※参加クラブ数最多                              |
| 36   | 和歌山県和歌山市 | 和歌山ビッグホエール       | 令和元年7月26日（金）～7月28日（日） | 209クラブ    | 1244名   |                                                |

## その他
出場者には将来オリンピック出場を目標に競技に取り組んでほしいという願いから、近年の試合会場はオリンピック競技と関連のある施設で開催される。
オリンピックイヤーには、オリンピックレスリング競技日本代表選手団の壮行会も開会式と同時に行われる。

## 過去この大会で活躍した有力選手
男子
- 松永共広　　 2008年北京オリンピック　男子フリー 55キロ級　-　銀メダル●
- 湯元健一　　 2008年北京オリンピック　男子フリー 60キロ級　-　銅メダル●
- 笹本睦　 　 2008年北京オリンピック　男子グレコ 60キロ級 日本代表
- 湯元進一　　2012年ロンドンオリンピック　男子フリー 55キロ級　-　銅メダル●

女子
- 伊調千春　　 2004年アテネ、北京五輪　女子フリー 48キロ級　-　銀メダル●
- 吉田沙保里　アテネ、北京、ロンドン五輪　女子フリー 55キロ級　-　金メダル●
- 伊調馨　　　　アテネ、北京、ロンドン五輪　女子フリー 63キロ級　-　金メダル●
- 小原日登美　2012年ロンドンオリンピック　女子フリー 48キロ級　-　金メダル●

- 松本薫　　　　2012年ロンドンオリンピック　柔道女子57kg級　-　金メダル●